# Toyota Yaris
La Toyota Yaris (トヨタ・ヤリス?) è un'autovettura del tipo Utilitaria di segmento B prodotta dalla casa automobilistica giapponese Toyota a partire dal 1999.
La denominazione Yaris viene utilizzata in Europa, Australia e Stati Uniti d'America, mentre in Canada la vettura viene venduta come Toyota Echo. In Giappone e alcuni paesi asiatici è commercializzata come Toyota Vitz. La versione berlina tre volumi viene venduta come Yaris Sedan e Toyota Belta.
Il nome 'Yaris' deriva da 'Charis', la forma singolare di Charites (Cariti o Grazie), le dee greche di fascino, bellezza ed eleganza.

## Prima generazione (XP10/A, 1999-2005)
Preceduta dalla presentazione della concept car Funtime nel 1997, la Yaris viene commercializzata in Europa dal gennaio 1999 (mentre era già in vendita sul mercato nipponico dall'anno precedente come Vitz) nelle versioni 3 e 5 porte. La casa la lancia con lo slogan "Piccolo genio". La vettura, nata dalla matita del designer greco Sotiris Kovos, venne ben accolta dalla stampa e nel 2000 venne eletta Auto dell'anno.
Inizialmente fu prodotta con una sola motorizzazione a benzina da 1.0 litri 16 valvole erogante 68 cavalli. Nel 2000 la gamma venne ampliata anche con l'introduzione di un 1.3 litri 16V bialbero da 86 cavalli. Entrambi i propulsori erano muniti della tecnologia VVT-i (fasatura variabile delle valvole) sviluppata dalla Toyota.
Alle due motorizzazioni a benzina si aggiunse nel 2001 la diesel, composta da un 1.4 litri D-4D turbodiesel da 75 cavalli. Nello stesso anno nacque anche una versione sportiva con un propulsore da 1.5 litri da 106 cavalli (anche in versione turbo da 150 e 163 cavalli su una serie numerata di vetture).
Le versioni disponibili erano quattro: Base che comprendeva la strumentazione digitale, il computer di bordo, 2 airbag, maniglie in tinta con la carrozzeria, pretensionatore delle cinture di sicurezza anteriori e posteriori, vetri elettrici anteriori, sedile posteriore scorrevole, poggiatesta posteriori e anteriori attivi e chiusura centralizzata; Sol che aggiungeva climatizzatore manuale con filtro antipolline, chiusura centralizzata con radiocomando e retrovisori elettrici; Luna, disponibile solo con il motore 1.3 VVT-i, rispetto al precedente allestimento vede l'aggiunta dei fari fendinebbia, volante e pomello del cambio in pelle e interni specifici. La versione più sportiva, la TS, disponibile esclusivamente con motore 1.5, riprendeva le dotazioni della versione Luna con l'aggiunta di selleria specifica sportiva, pomelli dei comandi di ventilazione e maniglie cromate e un pacchetto sportivo caratterizzato da minigonne e paraurti specifici. Su tutte le versioni poteva essere richiesto il navigatore satellitare "Turn by Turn". La Yaris 1.0 poteva essere inoltre equipaggiata con il cambio "Toyota Free-Tronic", un manuale con frizione automatizzata (assenza del pedale frizione). La Yaris 1.3, solo nella versione Sol, poteva essere invece equipaggiata sin dall'origine da un cambio automatico a 4 rapporti.
Dall'inizio del 2003 le ultime versioni prima del restyling (denominate Yaris '03) furono commercializzate con ABS e lettore CD di serie, con prezzo invariato.
Per quanto riguarda la sicurezza automobilistica, la prima serie venne sottoposta al crash test dell'Euro NCAP nel 2000, totalizzando la valutazione di 4 stelle su 5.
Tutte le motorizzazioni prodotte fino al 2004 rispettavano i parametri antiinquinamento della normativa Euro 3. La versione europea della Yaris prima serie è nota come Progetto P1 e, a partire dal 2001, venne prodotta anche negli stabilimenti europei di Valenciennes in Francia.
Una versione berlina dotata di 4 o 2 porte e carrozzeria 3 volumi fu prodotta dal 2000 al 2004 per alcuni mercati asiatici e per il Sud America, riscuotendo un discreto successo.

### La Yaris Verso

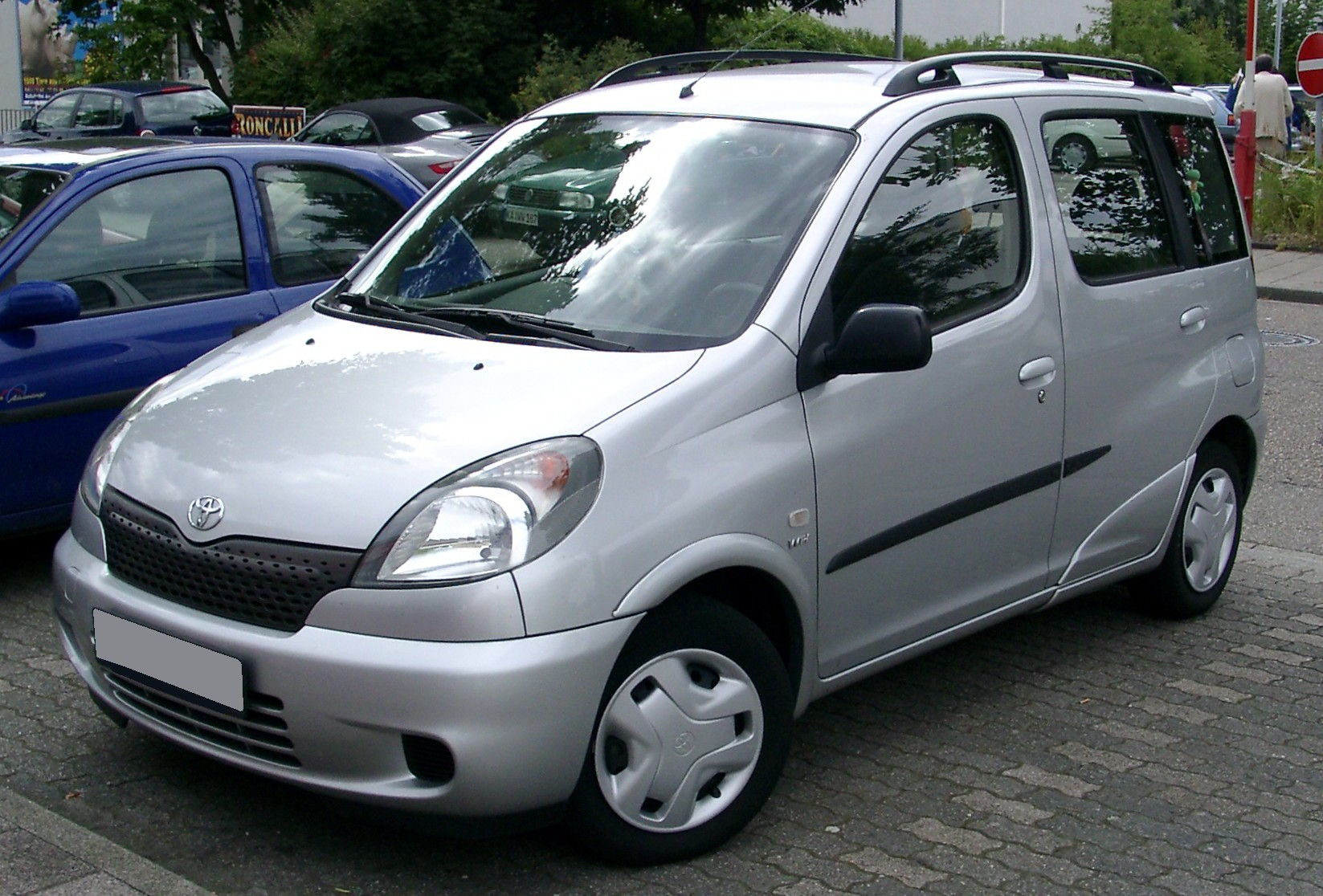
Yaris Verso del 2001

Nel 2000 alla gamma si aggiunse una versione monovolume, denominata Verso, come le versioni similari delle altre vetture Toyota. Il telaio e gli interni erano gli stessi della versione berlina, col portellone posteriore del bagagliaio dall'apertura laterale incernierata a destra, mentre la gamma motori venne privata del piccolo 1.0. Restarono invariati il 1.3 VVT-i e il 1.4 D-4D. La monovolume era disponibile negli allestimenti Base e Sol.
Per il mercato giapponese venne venduto come Toyota Fun Cargo, sostituito poi dal modello Ractis importato in Europa dal 2011 come Toyota Verso-S.
Questo modello rimase in produzione sino al 2004.

### Restyling 2003
Contemporaneamente all'esordio sul mercato statunitense, la Yaris venne sottoposta a un lieve restyling nel febbraio 2003.

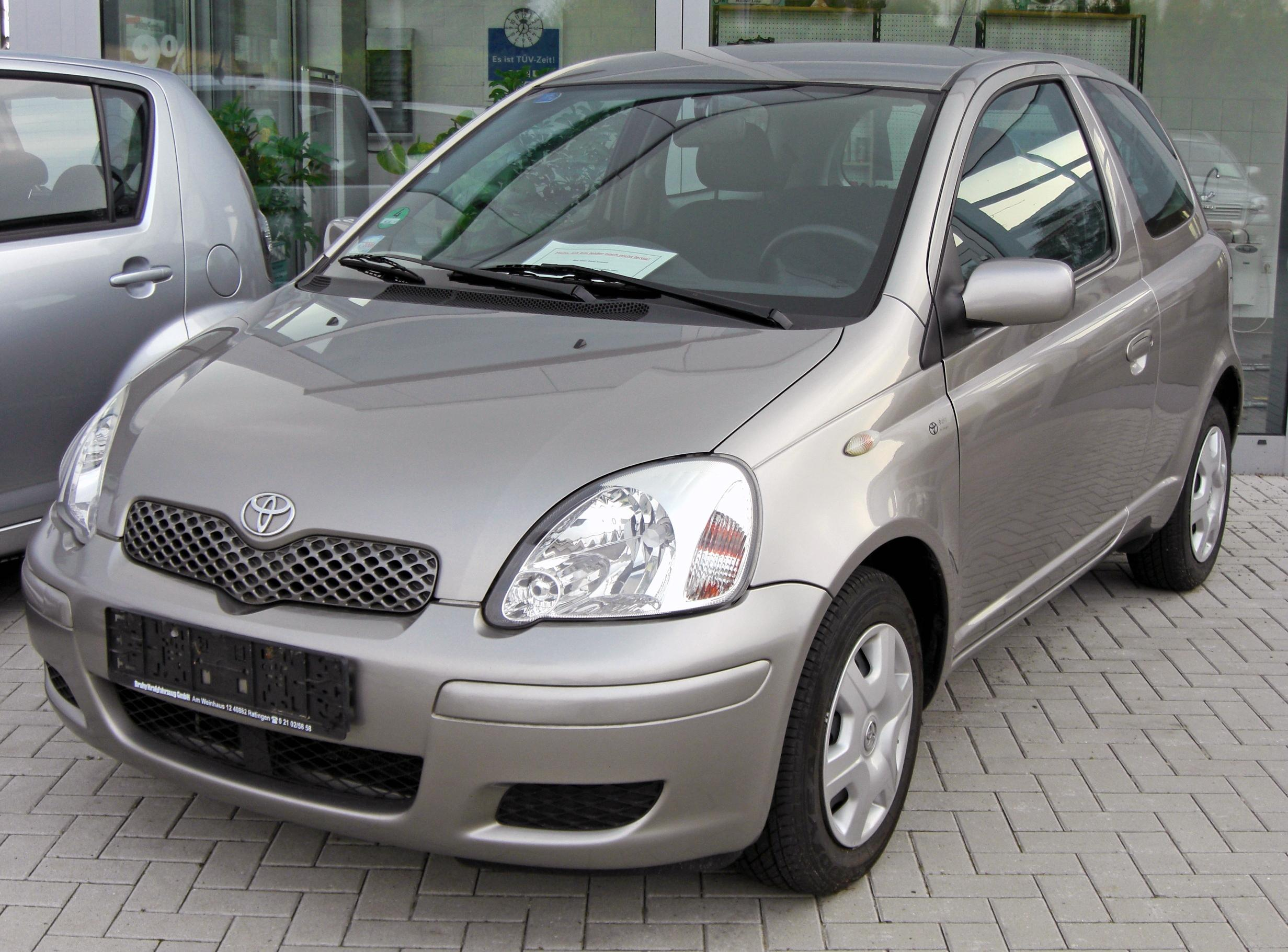
Frontale della prima serie restyling

Il frontale ricevette una nuova fanaleria a goccia e un nuovo paraurti con nervature disposte in modo da formare una U; l'antenna fu spostata nella zona posteriore del tetto. Tra gli allestimenti rimanevano Base e Sol, mentre l'allestimento Luna era unificato all'allestimento Sol. 

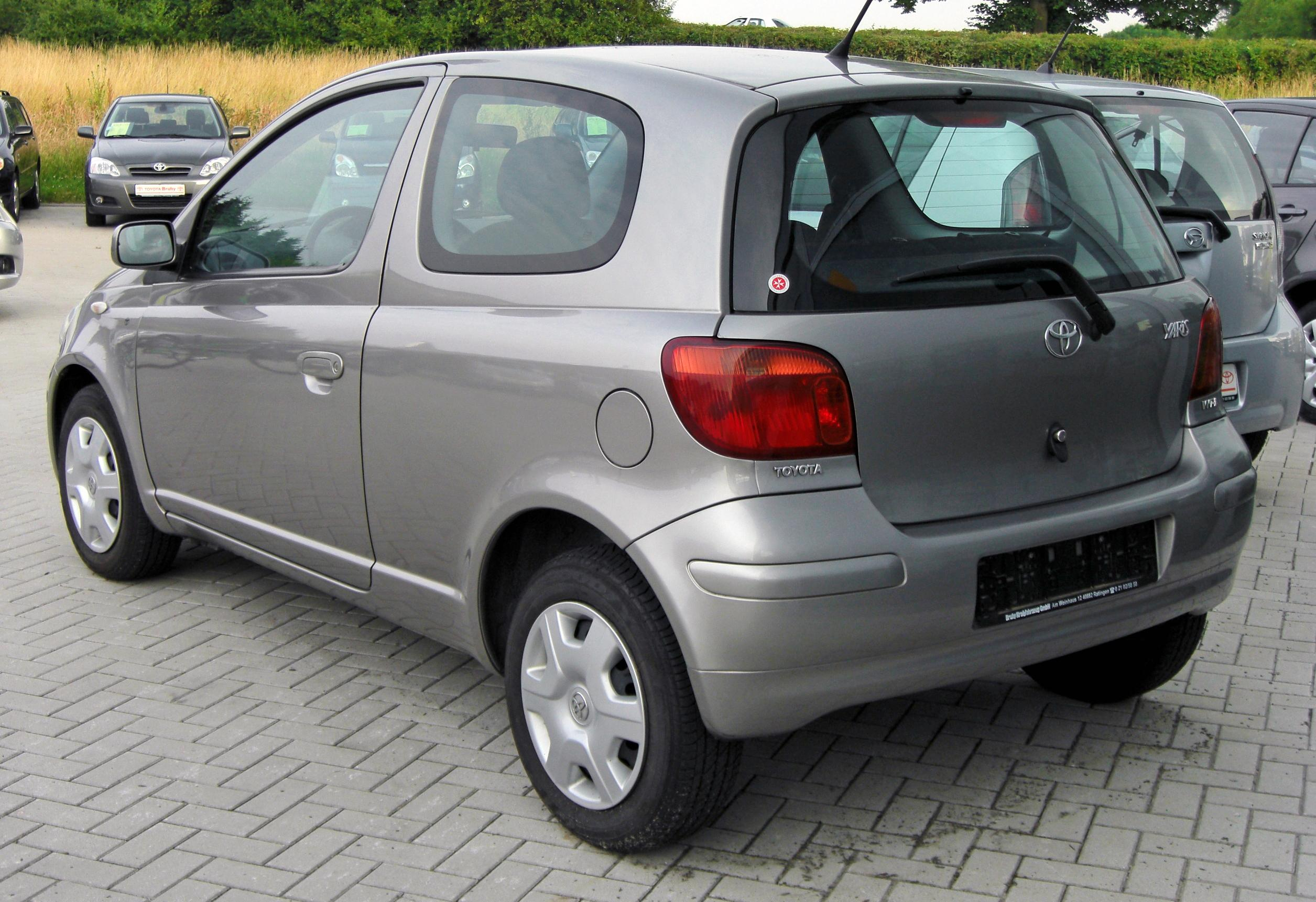
Posteriore della prima serie restyling

La dotazione di serie ora comprendeva ABS con EBD, 4 airbag e lettore CD. L'interno fu "rinfrescato" con scelte cromatiche grigio-chiaro, soprattutto nella zona dei comandi del controllo dell'aria. 

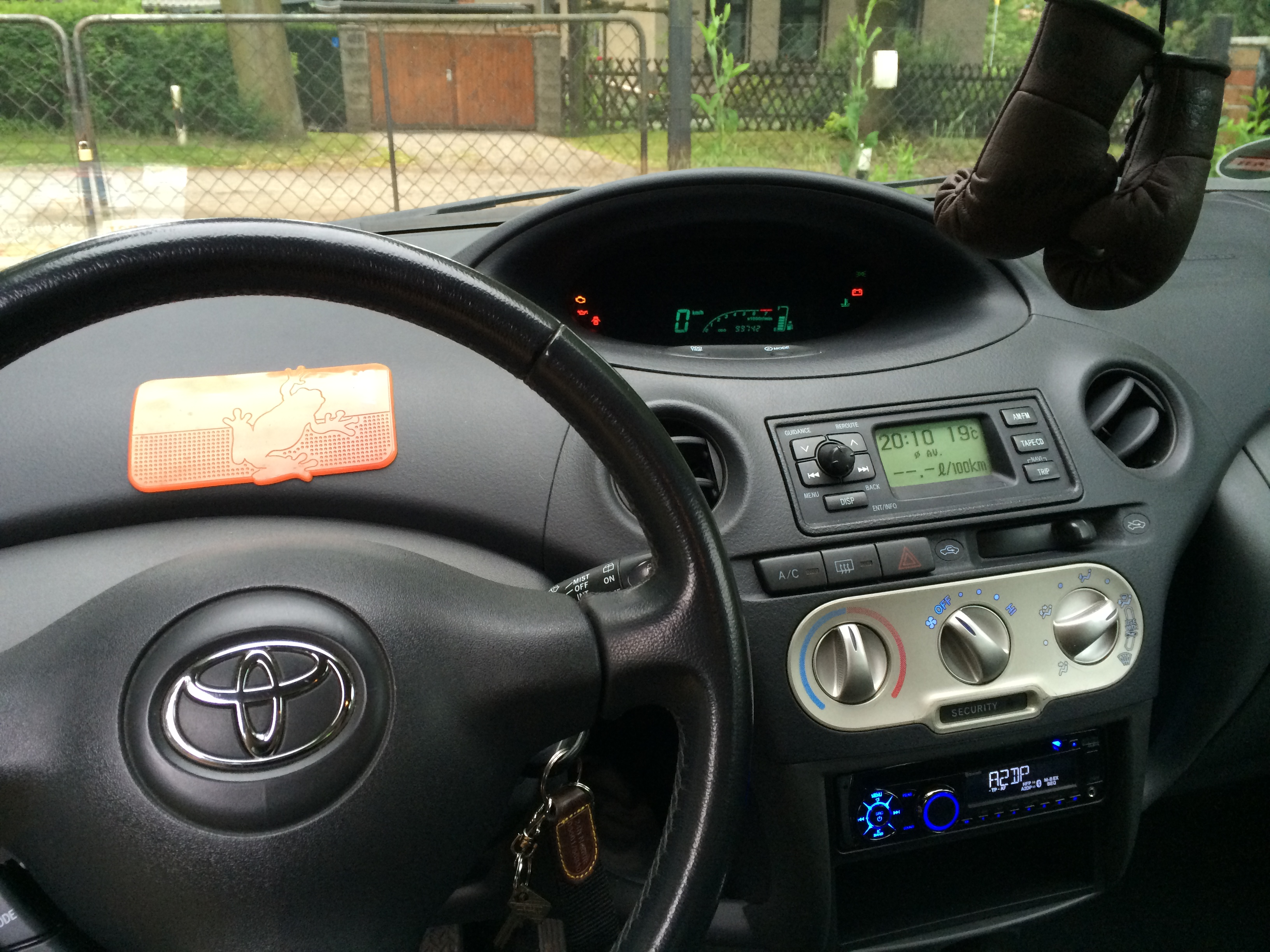
Interni della prima serie restyling

I propulsori a benzina furono riomologati secondo gli standard Euro 4 e il piccolo 1.0 da una potenza originaria di 68 cavalli passò a 65 (fino alla fine della prima generazione, poi sarebbe diventato di 69 CV). Il 1.3 non subì alcuna variazione in termini di potenza e struttura, mentre il turbodiesel 1.4 D-4D rimase Euro 3. La gamma si arricchì da metà gennaio 2004 dell'allestimento Blue dotato di un microfono e di comandi bluetooth nell'abitacolo, e dell'allestimento Expo (inizio 2005) che sostituì la versione Base, mantenendo lo stesso prezzo pur con una dotazione più ampia: fendinebbia, retrovisori elettrici, vernice metallizzata, volante in pelle con comandi audio; non c'era invece il climatizzatore, che sarebbe stato aggiunto qualche mese dopo nella nuova versione Expo Clima.
La prima generazione uscì di scena dai mercati europei nei primi mesi del 2006.

## Seconda generazione (XP90/B, 2005-2011)
La seconda generazione esordì in Giappone nel 2004, mentre in Europa, Australia, Messico, Canada e Stati Uniti d'America fu lanciata l'anno seguente. Fu totalmente rinnovata a partire dalla piattaforma di base che adottava sospensioni configurate come MacPherson all'avantreno e ponte torcente al retrotreno. La versione Verso non venne riproposta, mentre la versione berlina ebbe una carrozzeria leggermente più lunga (3,75 metri) che possedeva un design ispirato vagamente alla prima serie, ma con numerosi elementi presi dalla Corolla E120. Il passo misurava 2,46 metri.
In Italia fu venduta inizialmente con una gamma di due allestimenti: Base e Sol.  La versione Sol era personalizzabile con l'aggiunta del pacchetto di accessori Luxury che comprendeva Smart Entry & Start System, climatizzatore automatico, cerchi in lega, fari fendinebbia anteriori e pulsante del freno a mano cromati. Nel 2007 fu introdotta una versione annuale denominata Luna, per riprendere una versione della prima serie. La Luna aveva tutte le dotazioni della 1.3 Sol con la semplice aggiunta di fendinebbia. Nello stesso anno fu introdotta nuovamente la TS caratterizzata da strumentazione sportiva analogica, climatizzatore automatico e cromature interne. Nel 2008 venne soppressa la versione Luna e inserite due nuove versioni: Now e Navi. La Now era un mix tra Base e Sol; gli esterni erano caratterizzati da maniglie e calotte non in tinta con la carrozzeria, gli interni presentavano una selleria della versione Base, ma le dotazioni di serie erano tutte quelle della Sol: clima manuale, volante e pomello del cambio in pelle, radio a 6 altoparlanti, comandi radio al volante. In più erano presenti bordini dello stesso colore della carrozzeria attorno alle bocchette dell'aria, contorno dei tappetini colorati e inserto colorato sulla leva del cambio. La versione Navi, invece, avrebbe riscosso un notevole successo grazie al navigatore di serie. Sol, Luna, Navi e TS potevano essere accessoriate con il pacchetto Luxury Pack.
Per quanto riguarda la sicurezza, sottoposta nuovamente al crash test dell'Euro NCAP nel 2005, raggiunse il punteggio di 5 stelle per 35 punti. La Yaris seconda serie è nota come Progetto XP9. La berlina a quattro porte fu importata in Europa ma restò un'esclusiva riservata ai mercati asiatici, americani e australiani. Il vano bagagli aveva una capacità variabile da 272 a 1.086 litri reclinando gli schienali posteriori.

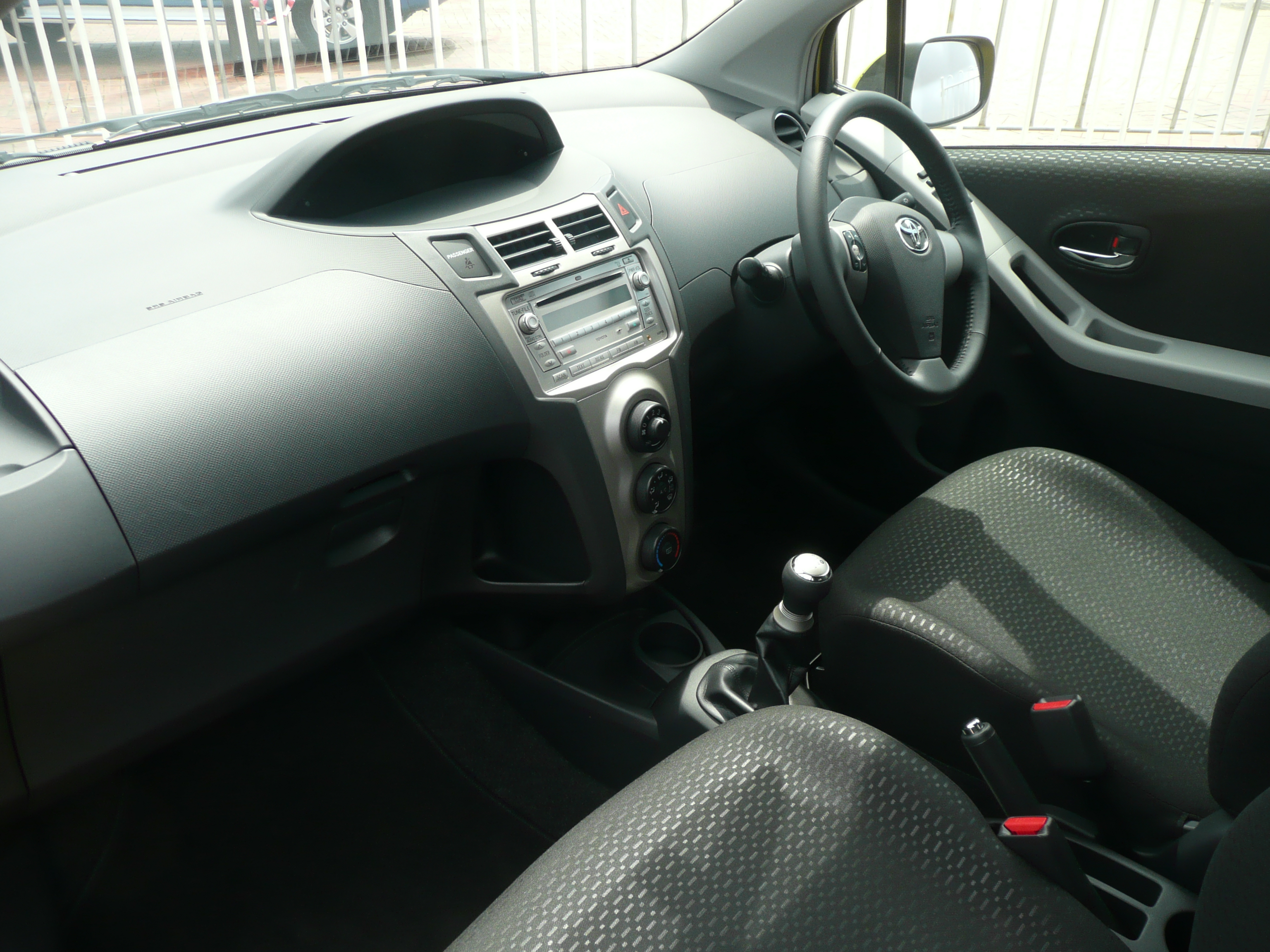
Abitacolo di una Yaris del 2008 con guida a destra

Nel settembre del 2008 alla gamma Yaris si aggiunse un nuovo allestimento denominato Navi, caratterizzato da un impianto audio di nuova concezione progettato dalla divisione Eclipse di Fujitsu, che oltre alle tradizionali funzioni integrava l'alloggiamento per una speciale versione di navigatore satellitare TomTom estraibile e installabile anche su altri veicoli. Il navigatore disponeva del supporto Bluetooth e controllo iPod; quest'ultima funzione però ha suscitato diverse critiche a causa della mancanza di un cavo adatto al funzionamento del sistema, disponibile solo a pagamento. In seguito a numerosi reclami, a partire da luglio 2008 la Toyota provvide a uno specifico aggiornamento.
La gamma motori iniziale era composta da due propulsori benzina da 1.0 (ora a 3 cilindri) e 1,3 litri capaci di 69 e 87 cavalli, entrambi dotati della fasatura variabile VVT-i, e un turbodiesel 1.4 D-4D da 90 cavalli. Nel restyling del 2008 il 1.3 venne portato a 100 cavalli. Nel 2007 alla gamma si aggiunse il 1.8 della versione TS per uscire di scena nel dicembre dell'anno seguente. Sempre nel 2006 fu proposta anche con cambio automatico sequenziale M-MT.
Come la prima serie, anche per la seconda nel marzo del 2007 fu introdotto l'allestimento sportivo TS che offriva una taratura di assetto e sospensioni più rigide, nonché un propulsore di 1,8 litri dotato della tecnologia Dual VVT-i (doppia fasatura variabile delle valvole) capace di erogare 133 cavalli. L'accelerazione da 0 a 100 km/h richiedeva 9,3 secondi.
Esteticamente la TS presentava paraurti anteriori, posteriori e minigonne specifiche; in particolare nel frontale spiccava la griglia a nido d'ape, mentre il posteriore presentava un terminale di scarico cromato, oltre all'inedita fanaleria a LED. La dotazione di serie comprendeva 9 airbag, ABS con controllo di stabilità e trazione, 4 freni a disco, assetto ribassato e climatizzatore automatico. Sul mercato giapponese la Toyota produsse la Vitz RS con un motore 1.5 16V da 106 cavalli, ma la variante più sportiva in commercio fu la Vitz TRD dotata di motore 1.5 16V turbocompresso da 163 cavalli con un'accelerazione 0–100 km/h in 7 secondi. Nel 2007 fu prodotta in edizione limitata la Vitz TRD Turbo Step 2 derivata dalla Vitz TRD ma con motore portato a 250 cavalli.

### Restyling 2009 e 2010

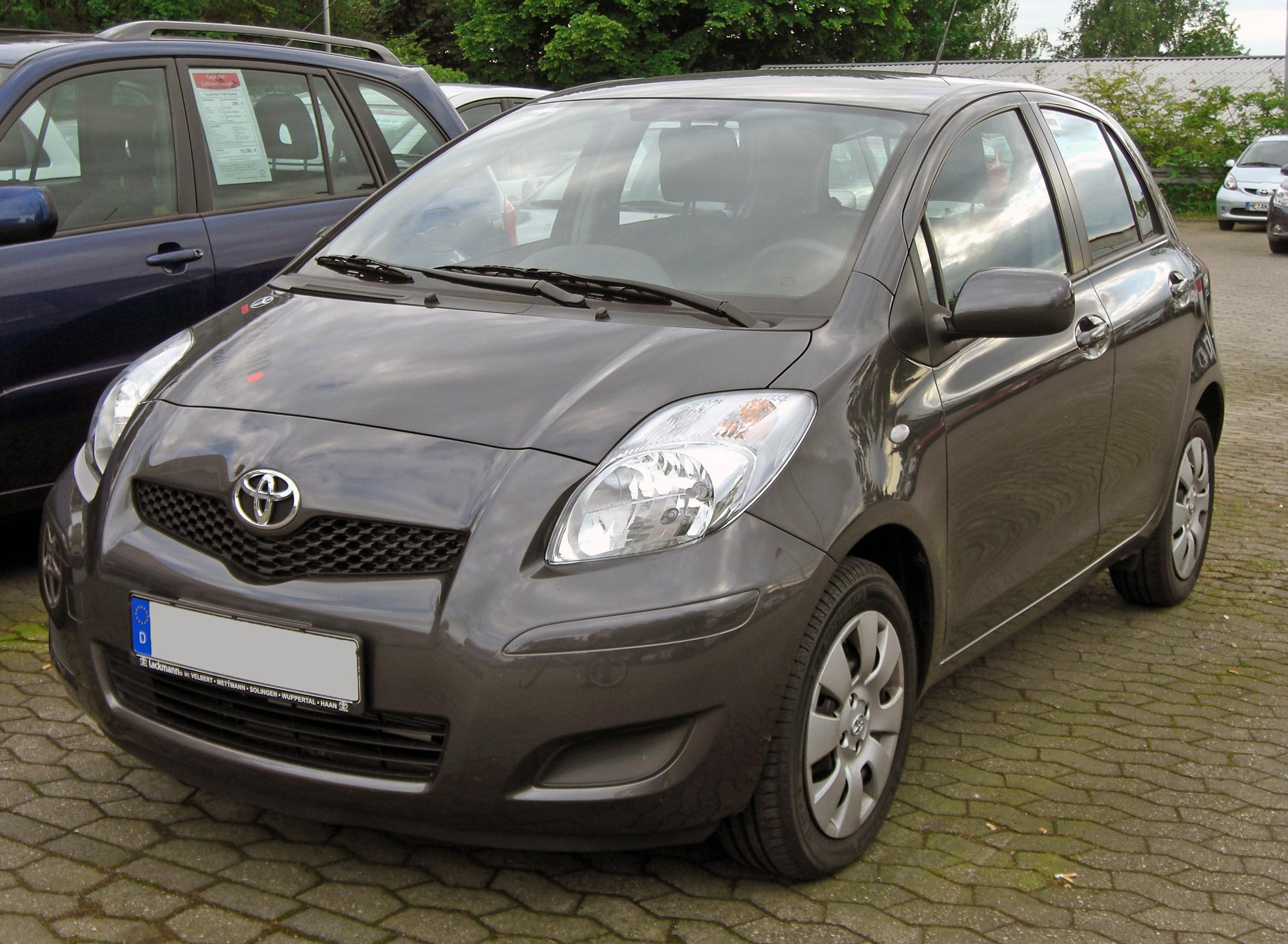
Frontale della seconda serie restyling

Nel gennaio 2009 la Yaris subì un lieve restyling: la nuova versione diventò leggermente più lunga (3,78 m) a causa del nuovo disegno dei paraurti, più spigolosi. Nella coda fu rinnovata la fanaleria che presentava inedite nervature sagomate a seconda della posizione dei LED. Rivisti anche gli interni: la consolle centrale e le razze del volante avevano rifiniture in plastica simil alluminio, l'autoradio disponeva dell'ingresso per lettori MP3, mentre la porta USB era a pagamento. Rimaneva disponibile il Luxury Pack con l'aggiunta di vetri elettrici posteriori e vivavoce Bluetooth. Nel successivo aggiornamento di dicembre 2009 le versioni Sol persero la strumentazione digitale in luogo della classica analogica, invece per le altre versioni la strumentazione rimase digitale. Inoltre, la versione Base fu venduta con le maniglie non in tinta con la carrozzeria. Per il mercato italiano a dicembre 2009 furono introdotte le nuove versioni Sol MY'10 che potevano essere personalizzate o con il Comfort Pack (climatizzatore automatico e fendinebbia), oppure con Luxury Pack (con la scomparsa dello Smart Entry System). 

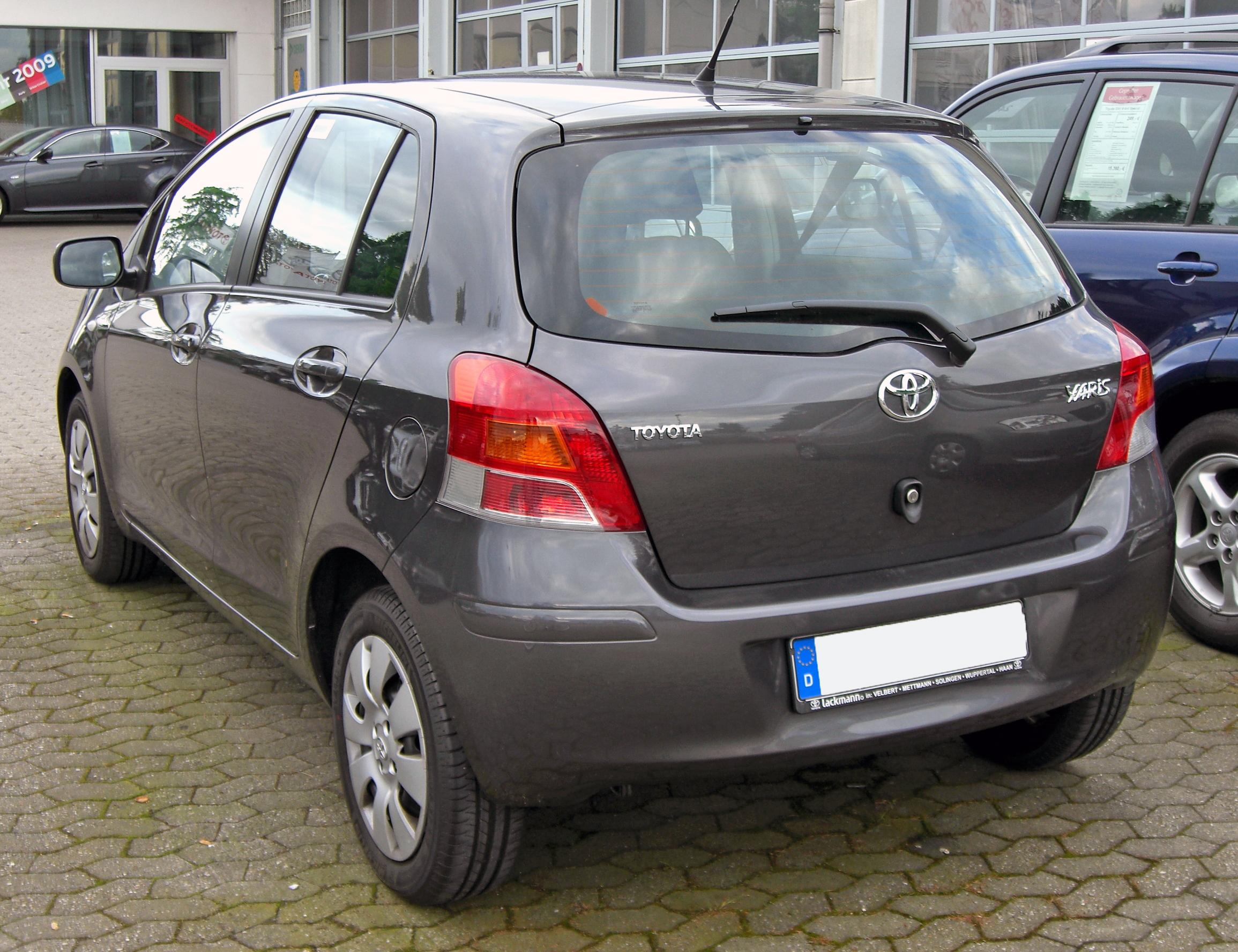
Posteriore della seconda serie restyling

Per il mercato nipponico gli indicatori di direzione laterali furono spostati e integrati nei gusci degli specchi retrovisori. Tra le motorizzazioni esordivano un nuovo 1.0 12V VVT-i con alimentazione bifuel benzina e GPL sviluppato in collaborazione con la Landi Renzo (disponibile da marzo 2010), con un consumo urbano di 6 l/100 km ed extraurbano di 4,4 l/100 km, e un nuovo 1.3 16V VVT-i da 100 cavalli dotato di sistema Stop & Start, mentre il 1.4 D-4D dal 2010 era disponibile solo con filtro antiparticolato. La dotazione di serie fu impoverita: infatti, la versione pre-restyling disponeva di nove airbag di serie, mentre la nuova ne presentava solo quattro nella versione d'accesso Now (la più venduta) oppure sette per la versione Sol MY'10. Erano disponibili solo come optional anche il controllo di stabilità e quello di trazione. Con il restyling e il notevole impoverimento, la versione Now diventò una versione base con il clima manuale di serie.
Subito dopo il lancio della versione a GPL, Toyota decise di toglierla dal mercato per diversi problemi dovuti alle valvole.
Nella sua uscita dal mercato, un progetto frutto di un'operazione di co-branding vide riutilizzare questa generazione della Yaris per la realizzazione di un modello firmato Daihatsu: la Charade. Essa mantenne inalterate le proporzioni della Yaris e le sue caratteristiche estetiche e fu offerta con un unico propulsore (il 1.3 da 100 CV) e un unico allestimento full optional. Le differenze erano individuabili solo dal simbolo "Daihatsu" e dalla scritta cromata "Charade" sul portellone.

## Terza generazione (XP130/C, 2011-2019)
La terza generazione della Yaris fu presentata a settembre 2011 al salone dell'automobile di Francoforte e incominciò a essere commercializzata nell'ottobre dello stesso anno. Risultava 10 cm più lunga per un totale di 3,88 metri, larga 169 cm e alta 151 cm, il passo era aumentato di 5 cm.
La carrozzeria era caratterizzata da linee ispirate a quelle della Prius+ e della Verso-S. Per aumentare l'aerodinamicità, diversamente dalle due serie passate, aveva un solo tergicristallo. 

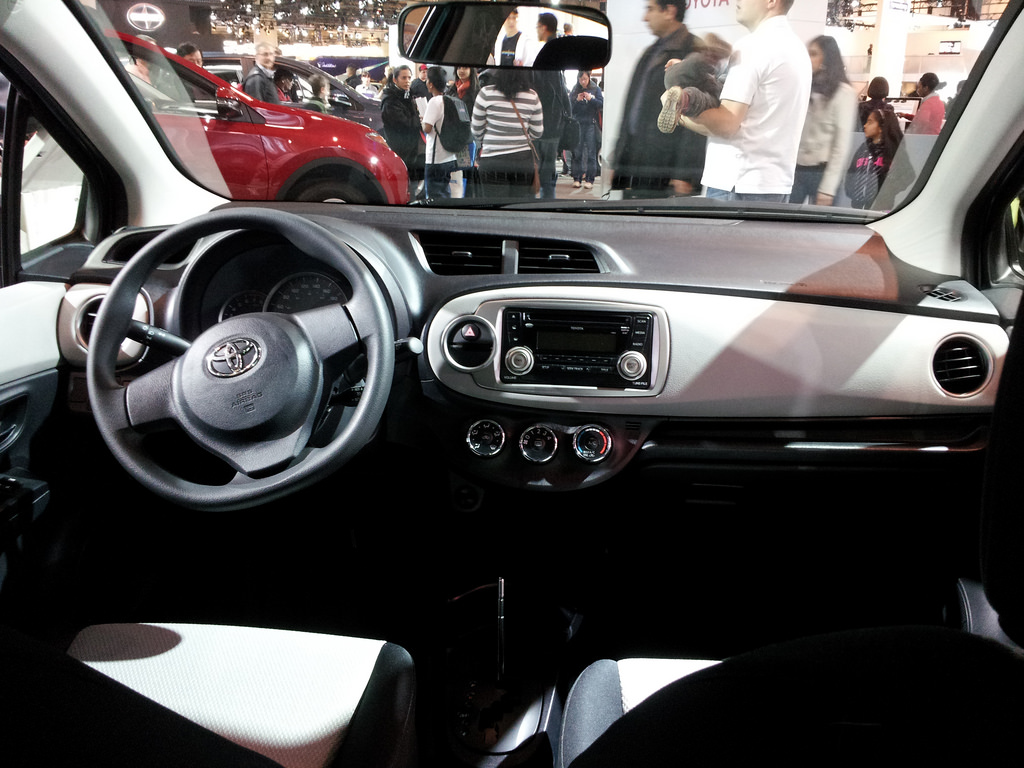
Interni di una Yaris del 2013

La strumentazione non fu più collocata al centro del cruscotto, come nelle due generazioni precedenti, ma nella classica posizione dietro al volante. Rispetto alla Yaris di seconda serie, lo spazio per le ginocchia nel divano posteriore crebbe di 35 mm, mentre il baule aveva una capacità di 285 litri, che aumentava a 765 litri ribaltando i sedili posteriori (non sono più scorrevoli come nelle due vecchie generazioni). Il design dei cerchi in lega, disponibili nelle misure da 15 e 16 pollici, presentava nuovi disegni per le razze. Tre le motorizzazioni: 1.0 VVT-i con 69 CV e 1.3 VVT-i con 99 CV a benzina e 1.4 D-4D a gasolio da 90 CV, quest'ultimo che vantava un consumo di 3,9 l/100 km. Quattro i livelli di allestimento: Yaris, Active, Lounge, Style.
L'allestimento base comprendeva 7 airbag, il controllo elettronico della stabilità, la chiusura centralizzata, l'ESP (disinseribile) e i poggiatesta attivi. La versione Active offriva, in più della base, sedile di guida regolabile in altezza, volante regolabile in profondità, climatizzatore manuale, volante e leva del cambio in pelle, comandi audio al volante, infotainment con display a colori da 6,1 pollici, lettore CD e connettività Bluetooth e USB/Aux, telecamera posteriore, specchietti retrovisori riscaldabili e regolabili elettricamente, chiusura centralizzata con telecomando, fari a spegnimento ritardato e cerchi di acciaio da 15 pollici. L'allestimento Lounge: cerchi in lega da 15 pollici a 12 razze, climatizzatore automatico bizona, sensori pioggia e crepuscolare (optional), diverso rivestimento in tessuto per i sedili, filtro antipolline, fendinebbia, vetri elettrici posteriori e specchietto interno fotocromatico (optional). Nella Style c'erano in più cerchi in lega da 16 pollici bruniti, fari anteriori e cromature bruniti, tetto panoramico (optional), accesso keyless (optional), un assetto più rigido con sospensioni posteriori ribassate, spoiler posteriore e rivestimenti interni specifici, con sedili anteriori più profilati e cuciture rosse per volante e freno a mano. Nel 2013, per far fronte alla concorrenza, fu inserita una versione Edition: Yaris Base con climatizzatore manuale di serie, contagiri e cerchi in lega della versione Lounge.
Venne venduta sia nella versione a 3 che a 5 porte. Nei primi sei mesi del 2014 la Yaris è stata la quattordicesima auto più venduta in Europa, con oltre 90.000 unità.

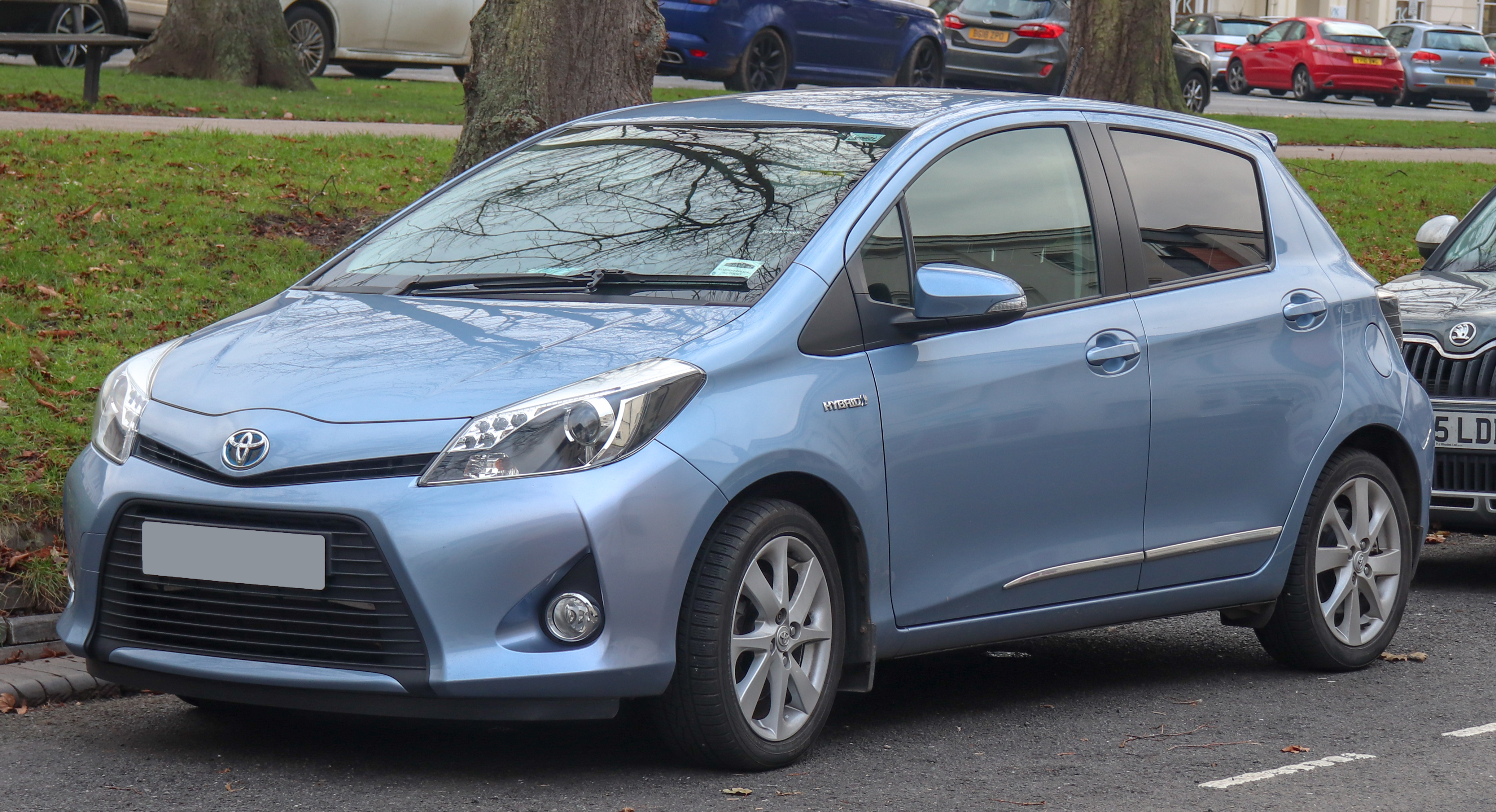
Toyota Yaris Hybrid del 2012

Per quanto riguarda la sicurezza automobilistica, la terza serie venne sottoposta al crash test dell'Euro NCAP nel 2011, totalizzando la valutazione di 5 stelle su 5.
Nel 2012 nasce la Yaris Hybrid, caratterizzata dal funzionamento ibrido benzina/elettrico: il motore da 1,5 litri a ciclo Atkinson eroga 74 CV e 111 Nm di coppia ed è abbinato a un motore elettrico che, oltre a garantire uno spunto in fase di partenza, consente brevi spostamenti in modalità completamente elettrica. Il cambio è a variazione continua gestito elettronicamente. Le batterie, che si ricaricano anche sfruttando i rallentamenti del veicolo in fase di frenata, si trovano sotto il sedile posteriore, in modo da non ridurre lo spazio del bagagliaio.

### Restyling 2014

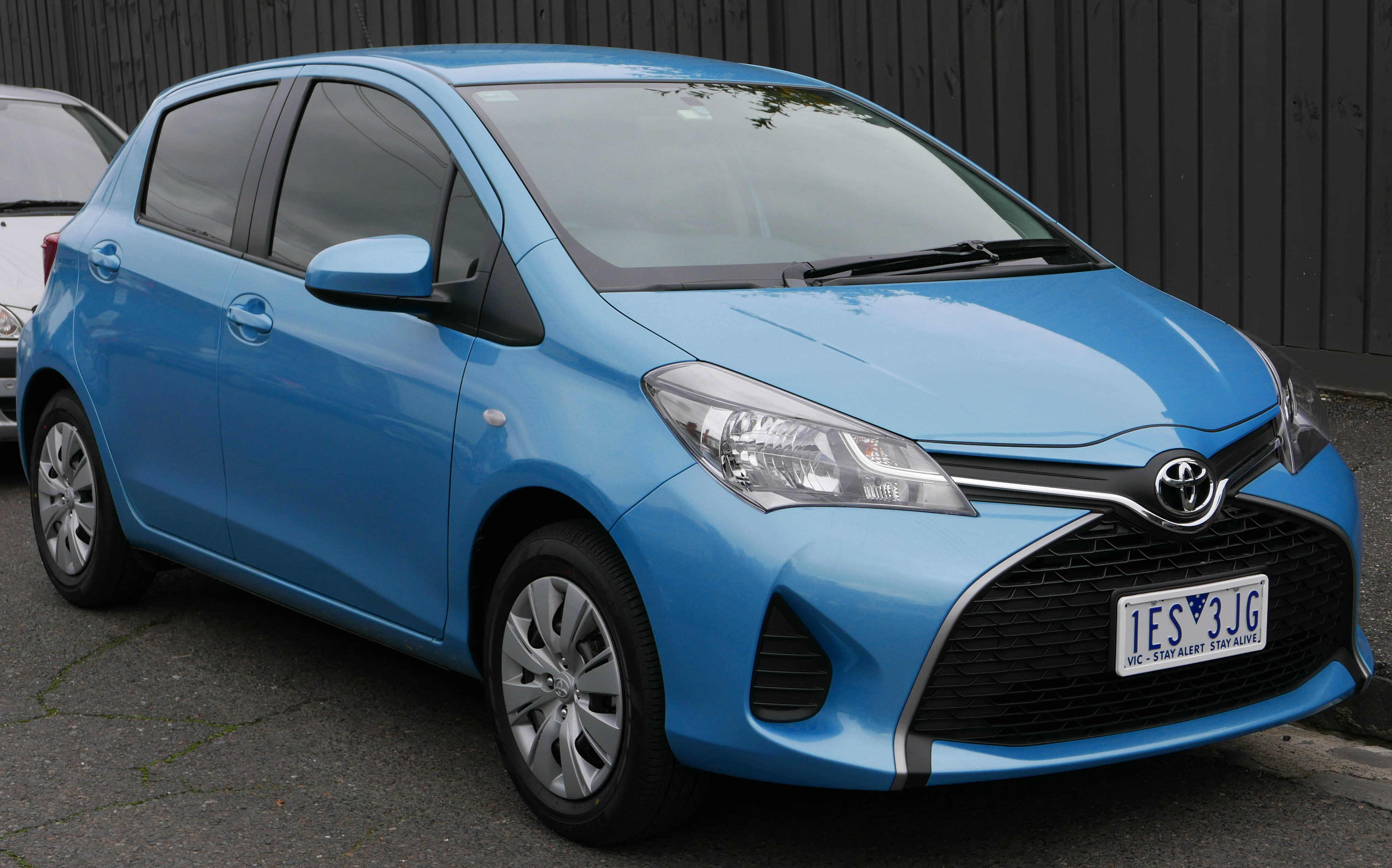
Frontale della terza serie restyling

Nel luglio 2014 la Yaris ha subito un restyling, curato dal centro stile Toyota di Nizza e dal chief designer Elvio D'Aprile, in cui la casa giapponese ha investito 85 milioni di euro introducendo mille componenti inedite. La Yaris ha guadagnato 6 centimetri in più rispetto alla versione sostituita per arrivare di 3,94 metri, mentre il passo è rimasto invariato. Per rendere le linee più sportive e gradevoli alla clientela del vecchio continente, è stata disegnata una sorta di “X” sul frontale, elemento divenuto tipico del linguaggio stilistico del costruttore nipponico inaugurato con l'Aygo di seconda generazione nel 2014. La scocca della Yaris è stata rinforzata ed è stato ridotto il rumore all'interno dell'abitacolo. Adottati nuovi rivestimenti dei passaruota e ancoraggi dei paraurti, realizzati per aumentare la rigidità torsionale e ridurre la propagazione del rumore nell'abitacolo. Rinnovate anche le sospensioni anteriori, per assicurare un maggiore comfort di guida, mentre lo sterzo servoassistito, grazie a una nuova gestione elettronica, assicura una migliore manovrabilità. Infine, è presente un nuovo sistema di controllo della stabilità, ora disinseribile fino a una velocità di 50 km/h. Al posteriore esordisce un nuovo paraurti con finto diffusore integrato e davanti sono presenti nuovi gruppi ottici a LED diurni (non su tutti gli allestimenti). Il restyling ha riguardato anche le calotte degli specchietti retrovisori e la consolle centrale, che è in posizione rialzata rispetto a quella precedente.

L'impianto multimediale, chiamato Toyota Touch 2, è dotato di uno nuovo schermo con dimensioni maggiorate da 6,1 a 7 pollici, oltre a essere più evoluto nella grafica e nelle funzioni. Oltre agli allestimenti presentati nel 2011, adesso si aggiungono gli allestimenti Cool, Hybrid Cool, Hybrid Active e Hybrid Style.

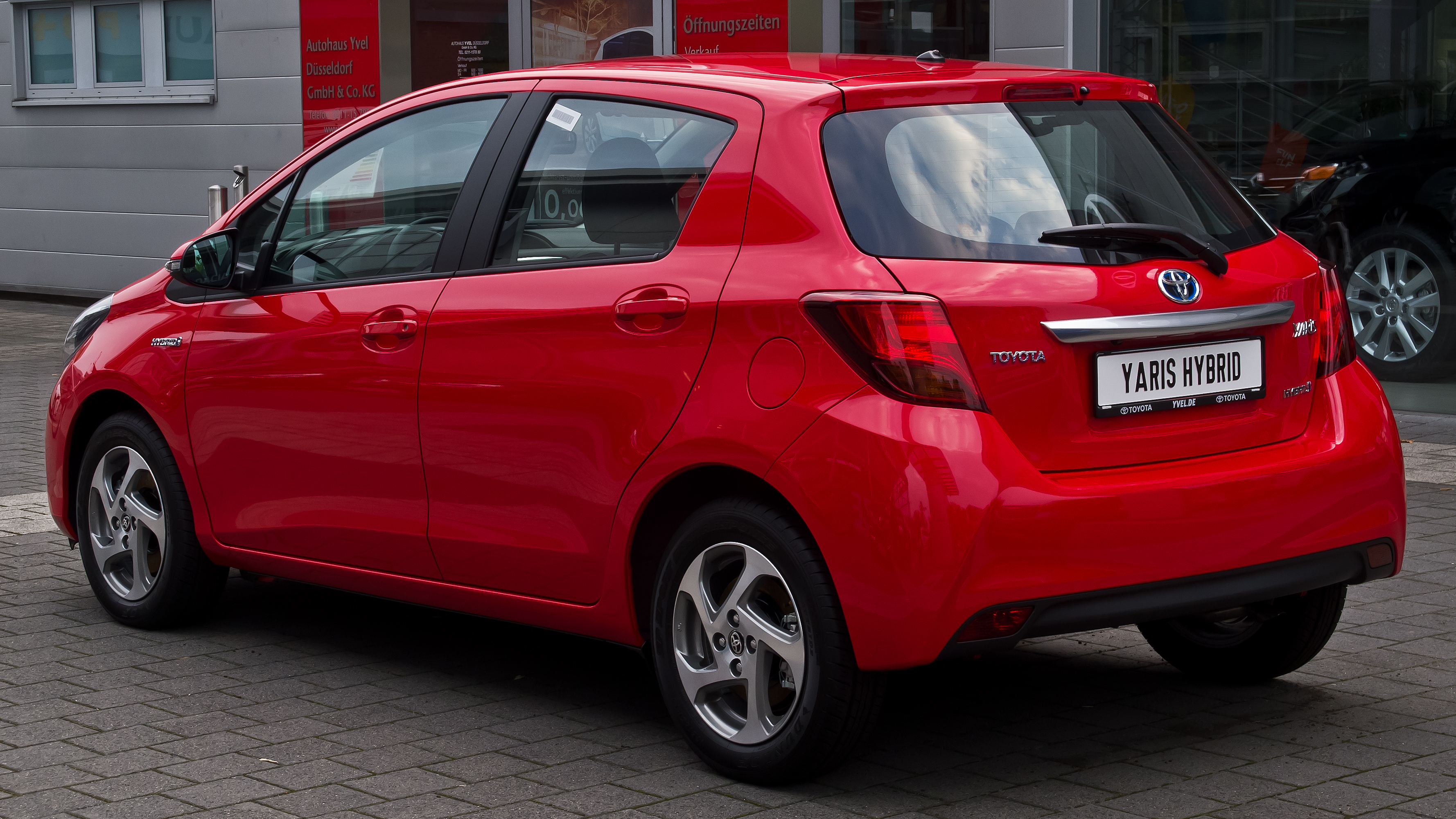
Posteriore della terza serie restyling

Anche i motori sono stati aggiornati, in particolare il motore 1.0 e quello ibrido: nel 1.0 VVT-i le emissioni sono scese a 99 g/km di CO2 e i consumi dichiarati sono di 4,3 L/100 km. Sia il motore 1.0 sia quello ibrido 1.5 HSD sono stati omologati come Euro 6, mentre i due 1.3 Dual VVT-i da 99 CV e il 1.4 D-4D da 90 CV restano Euro 5. Per il 1.4 D-4D il consumo combinato è di 19,6 km/L con emissioni di CO2 di 119 g/km. I motori 1.3 e 1.4 saranno Euro 6 dall'aprile 2015. Nel giugno del 2015 è stato introdotto il sistema Toyota Safety Sense che comprende sistema pre-collisione, avviso superamento di corsia, riconoscimento dei segnali stradali e abbaglianti automatici.
A partire da gennaio 2016 la Yaris subisce alcuni piccoli cambiamenti. Al Salone di Francoforte esordisce la Yaris Bi-Tone realizzata a partire dall'allestimento Style, che unisce i tre colori esterni Pearl White, Platinum Bronze Met e Red Met con rivestimento nero metallizzato per il tetto, montante anteriore, retrovisori e parafango anteriore, unito a un rivestimento interno che riprende lo schema degli esterni. La Style è stata poi sostituita da inizio anno dall'allestimento Trend "Red Edition" e per la ibrida Hybrid Trend "Red Edition" (perdendo dalla Style il tetto panoramico). Questo allestimento è disponibile per tutte le motorizzazioni. Un altro cambiamento è rappresentato dall'allestimento Active che adesso integra i cerchi in lega da 15" a 12 razze e gli alzacristalli elettrici posteriori.

### Restyling 2017

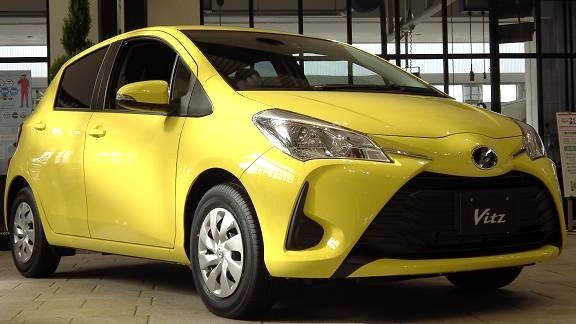
Toyota Vitz (nome della Yaris nel mercato orientale) restyling 2017

Il 12 gennaio 2017 viene presentato un secondo restyling della Yaris, nella variante giapponese chiamata Vitz. Sarà disponibile in Europa, Australia e Nord America nei primi mesi del 2017.

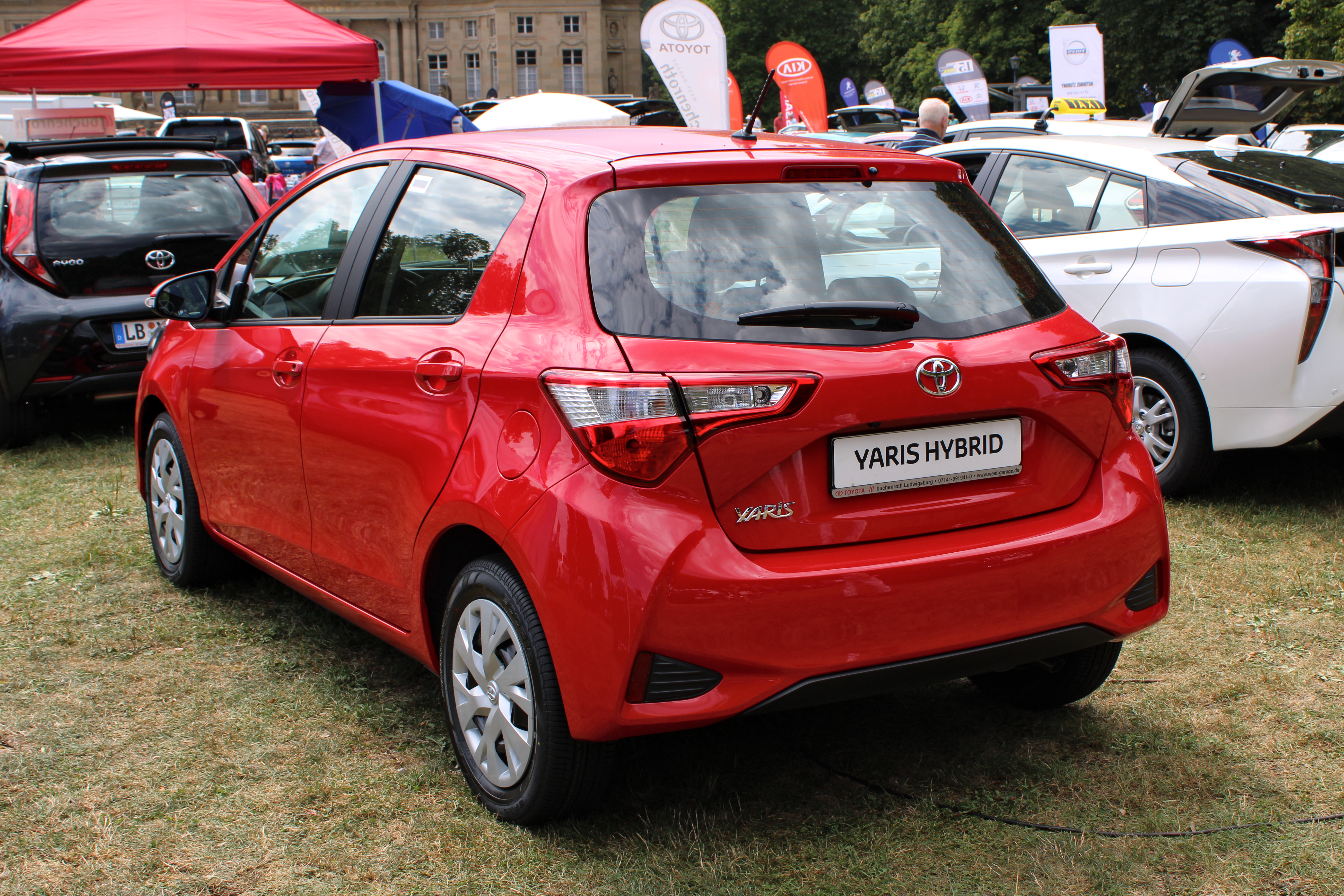
Posteriore di una Yaris restyling 2017

Al Salone di Ginevra 2017 avviene il suo esordio ufficiale. Con ben 900 nuove componenti e un investimento di 90 milioni di euro, esteticamente presenta una calandra chiamata a "nasone" con griglia anteriore ridisegnata, una presa d'aria inferiore più grande e fanali posteriori allungati a sviluppo orizzontale che si estendono sul portellone posteriore.
Internamente vi sono migliorie alle plastiche e agli assemblaggi dell'abitacolo con nuovi tessuti, e sono inediti il quadro strumenti con schermo a colori e il display nella console centrale.
Dal punto di vista della meccanica, sono stati modificati il servosterzo e gli ammortizzatori, per rendere più incisiva la guida e allo stesso tempo migliorare il comfort; inoltre sono stati cambiati i supporti del motore per ridurre le vibrazioni. Nella gamma motori ritroviamo il diesel 1.4 D-4D da 90 CV mentre, per quanto riguarda i benzina, il 1.3 Dual VVT-i lascia il posto a un nuovo 1.5 VVT-iE dotato di 12 CV in più, per un totale di 111 CV, e un rapporto di compressione di 13,5:1. Quest'ultima unità adotta particolari soluzioni per ridurre gli inquinanti come una fasatura variabile delle valvole che, quando è richiesta meno potenza, trasforma il ciclo da Otto ad Atkinson per migliorare efficienza dell'uso del carburante, e una valvola EGR con refrigeramento a liquido. A gennaio 2018, in seguito alla decisione di Toyota di abbandonare il diesel sulla gran parte della gamma, il 1.4 D-4D viene eliminato.

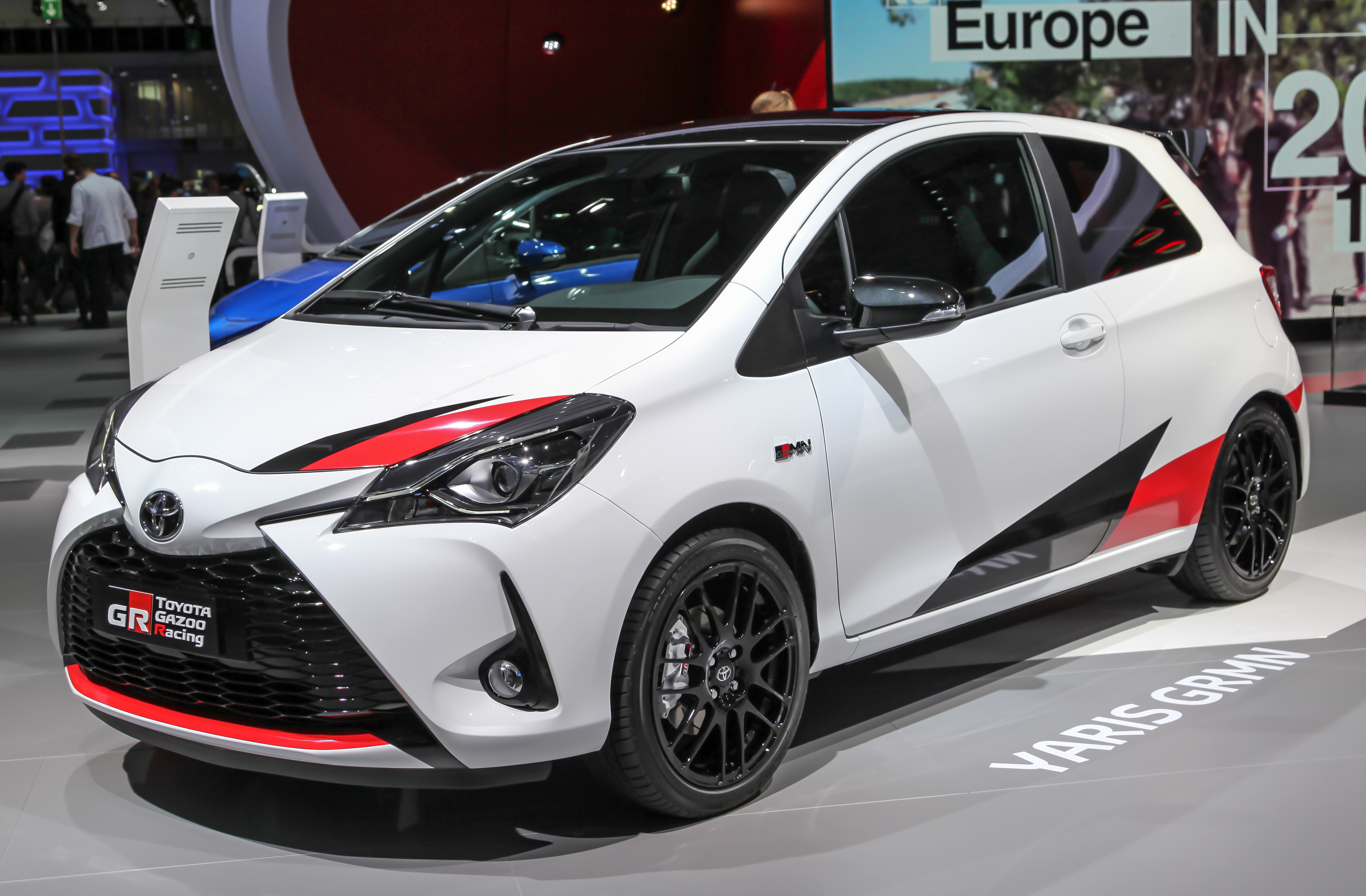
Yaris GRMN

A metà 2018 il 1.0 passa da 69 CV a 72 CV con le normative Euro 6d.

### Yaris GRMN 2017
Al Salone di Ginevra 2017, Toyota ha presentato la versione sportiva della compatta nipponica basata sulla versione a 3 porte, la Yaris GRMN. L'acronimo sta per Gazoo Racing Master Nurburgring; quest'ultimo è il luogo dove la vettura è stata collaudata. Influenzata dalla versione utilizzata nei rally, si distingue per il paraurti anteriore con presa d'aria maggiorata dotata di trama a nido d'ape in tinta nero lucida, spoiler posteriore, paraurti fornito di finto estrattore d'aria con il terminale di scarico singolo dalla forma trapezoidale posto centralmente e un differenziale anteriore autobloccante Torsen. 

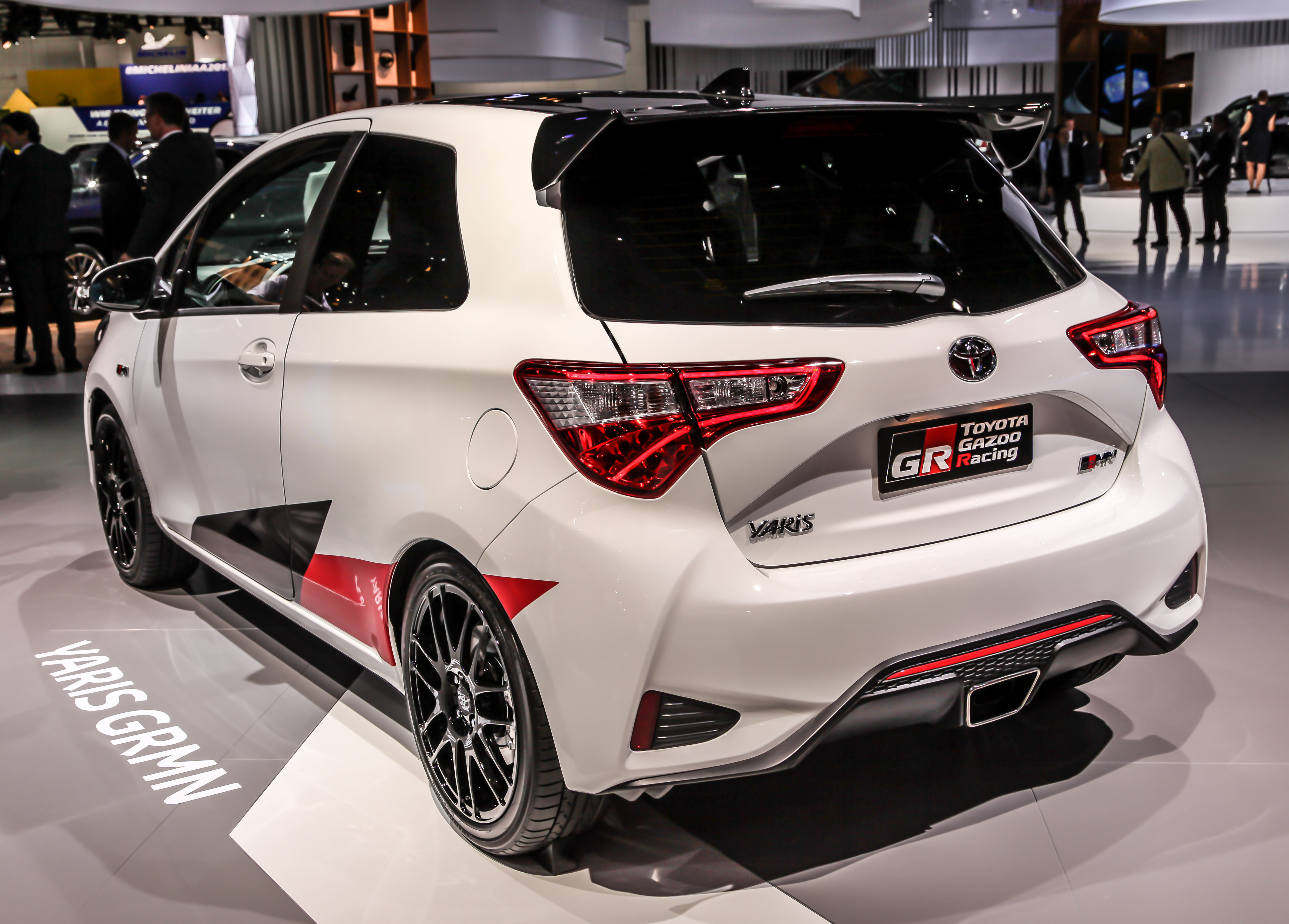
Retro Yaris GRMN

Il motore è un 1.8 litri con architettura a 4 cilindri in linea realizzato e già utilizzato dalla Lotus dotato di un'insolita sovralimentazione tramite compressore volumetrico anziché turbo, che va a confrontarsi con vetture quali la Clio RS, 208 GTi e Fiesta ST. La potenza è di 212 CV erogati a 6800 giri/min.
Ne sono state prodotte solo 600 esemplari (400 per il mercato Europeo e 200 per quello nipponico) ordinabili unicamente dal sito web della casa nipponica; la coppia motrice disponibile a 5000 giri è di 250 Nm.  L'assetto è stato reso più basso di 3 cm con nuovi ammortizzatori della Sachs e il telaio irrobustito nei punti di attacco attraverso il montaggio di inedite barre stabilizzatrici all'avantreno da 26 mm. Inoltre, il cambio è a 6 rapporti e i cerchi forgiati realizzati dalla BBS sono alleggeriti di 6 kg con misura di 17 pollici. Il peso si attesta su 1135 kg che le permette di accelerare da ferma a 100 km/h in 6,3 secondi, con una punta massima di 230 km/h con limitatore elettronico. Internamente vi sono presenti sedili avvolgenti, pedaliera in alluminio, finiture in pelle alcantara e il volante preso direttamente dalla GT 86 per il suo ridotto diametro, per migliorare l'ergonomia di guida.

## Quarta generazione (XP210/D, dal 2020)
La Yaris di quarta generazione per i mercati giapponese, europeo e australiano è apparsa inizialmente durante dei test a luglio 2019 sul circuito del Nürburgring. È stata poi annunciata simultaneamente il 16 ottobre 2019 in Giappone e ad Amsterdam. Costruita sulla base GA-B, il suo sviluppo fu guidato dall'ingegnere capo Yasunori Suezawa e dal capo ingegnere della divisione ibrida Takashi Uehara. È stata messa in vendita in Giappone il 10 febbraio 2020, mentre la variante a benzina 4WD è stata messa in vendita ad aprile 2020. I livelli di allestimento per il mercato giapponese sono X, G e Z.

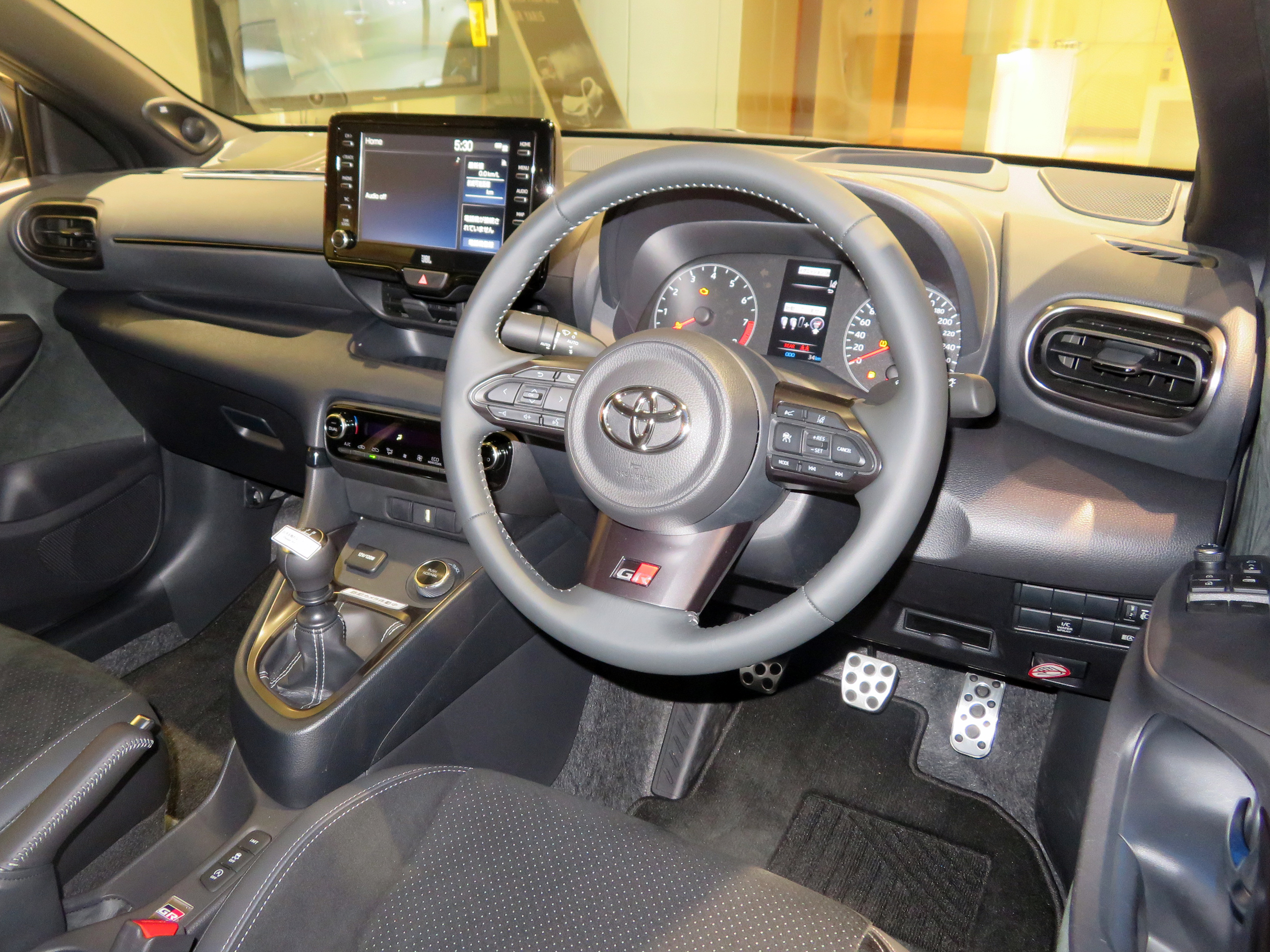
Interni

Nel 2021 la quarta generazione della Toyota Yaris è stata premiata come Auto dell'anno.
A differenza delle precedenti generazioni, la Yaris XP210 è disponibile solo con carrozzeria a 5 porte a due volumi; la carrozzeria a 3 porte, infatti, è riservato alla sola variante ad alte prestazioni GR Yaris.
In Giappone un forte calo delle vendite ha spinto Toyota a rinominare la Vitz come Yaris al fine di aumentare le vendite. Altri motivi che hanno portato al cambio del nome sono la popolarità acquista nel WRC e l'unificazione della rete di vendita Toyota in Giappone. Prima di questa generazione, la Vitz era un modello esclusivo dei concessionari Netz Store.

### Motorizzazioni e allestimenti
La quarta generazione della Yaris è la prima a non avere in listino versioni alimentate a gasolio per il mercato europeo e vede l'introduzione di un'inedita motorizzazione ibrida costituita da un motore 1.5 con 3 cilindri a benzina da 92 CV (con funzionamento a ciclo Atkinson) unito a un motore elettrico sincrono a magneti permanenti da 80 CV/59 kW, collegato a una batteria agli ioni di litio da 4,3 Ah, per una potenza complessiva di 116 CV. Come di consueto per il sistema ibrido Toyota, anche la Yaris Hybrid è dotata di un cambio automatico e-CVT a variazione continua di rapporto.
Oltre alla motorizzazione ibrida, la Yaris IV è disponibile con altri due motori solo a benzina: un 1.0 VVT-i 3 cilindri aspirato da 72 CV (in comune con l'Aygo) e un 1.6 3 cilindri turbo da 261 CV, abbinato alla trazione integrale, riservato alla versione sportiva GR Yaris. Per quanto concerne gli allestimenti, Yaris si presenta sin dall'esordio in quattro versioni per il 1.0 benzina (Active, Business, Trend, Dynamic), un'unica versione per la GR e sei per la Hybrid (Active, Business, Trend, Lounge, Style, Première).
La base Active dispone di un equipaggiamento di serie che comprende l'airbag passeggero disattivabile, quelli laterali e per la testa, antifurto, avviso del superamento di corsia, climatizzatore manuale (automatico per Active Hybrid), computer di bordo, sistema anti arretramento in salita.
L'allestimento top di gamma Première è equipaggiato di serie con sensori di parcheggio anteriori e posteriori, ingresso e accensione keyless, climatizzatore automatico bizona, retrovisori ripiegabili elettricamente, vernice metallizzata, tetto panoramico, cerchi in lega di 17 pollici, telecamera posteriore, head-up display, fendinebbia, gruppi ottici a LED (anteriori full LED con abbaglianti assistiti e fari automatici) e insieme di sistemi attivi d'aiuto alla guida Toyota Safety Sense.
Sfruttando il pianale e della meccanica della Yaris, nel 2020 è stata progettata la Yaris Cross.

### Sicurezza
In Europa, la Yaris di quarta generazione è la prima vettura a essere testata con un nuovo test di impatto frontale e una contromisura per gli infortuni negli impatti sul lato opposto mediante un test di barriera mobile progressiva deformabile (MPDB).

### GR Yaris

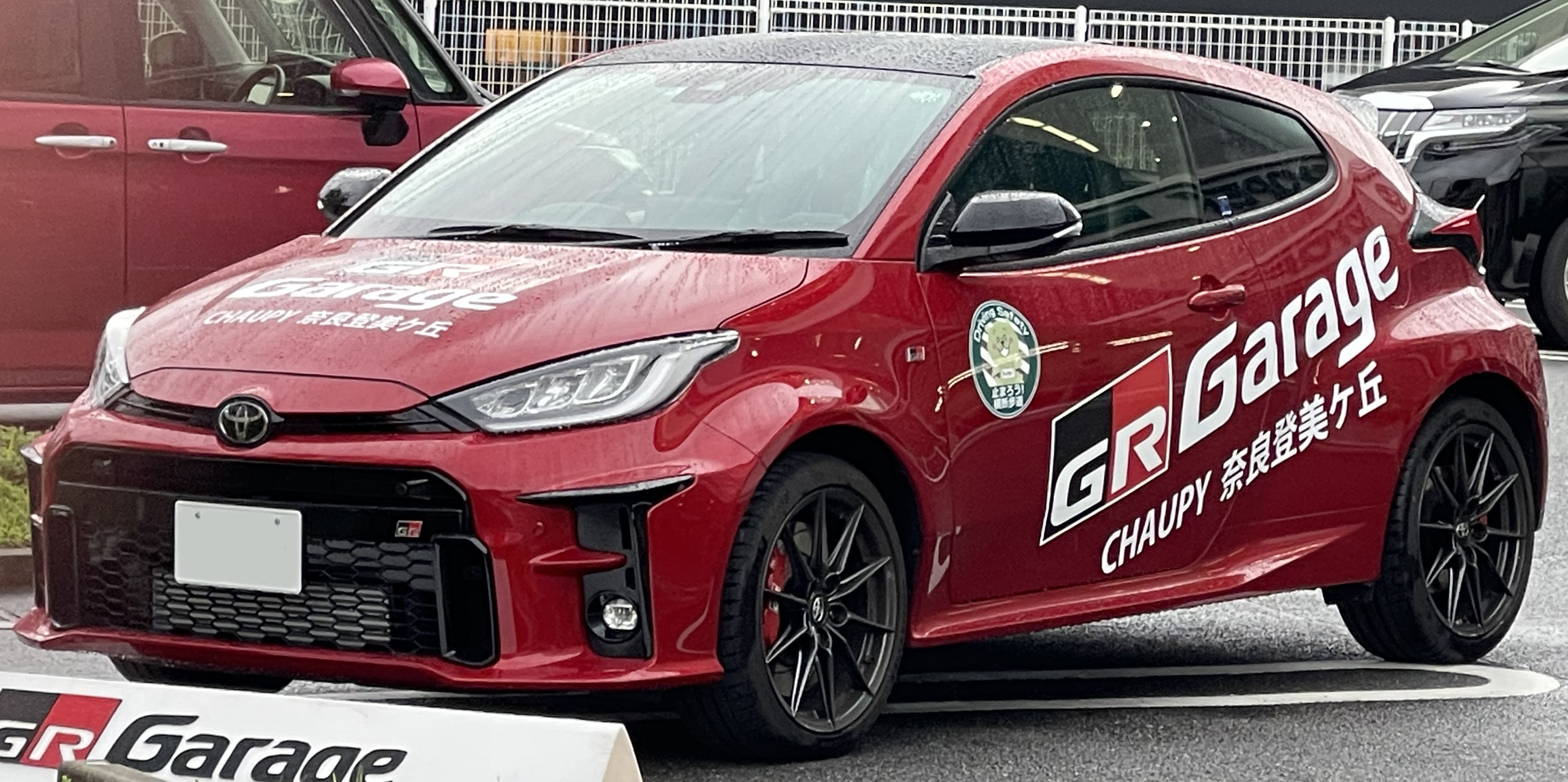
Yaris GR

La GR Yaris (la sigla GR sta per Gazoo Racing) è la variante ad alte prestazioni della Yaris ed è costruita su un pianale inedito, condividendo solo alcune parti con la Yaris standard. Presentato per la prima volta al Tokyo Auto Salon, tale modello va a sostituire l'edizione limitata Yaris GRMN in Europa e la GR Vitz in Giappone. Come accennato, la GR Yaris è costruita su una piattaforma di nuova concezione ottenuta dalla combinazione tra le piattaforme GA-B e GA-C, riprendendo quindi la parte anteriore dalla CH-R e quella posteriore dalla Corolla, dalla quale eredita anche lo schema sospensivo posteriore a doppio braccio oscillante; dalla Yaris ha mutuato le luci anteriori e posteriori e altri dettagli estetici ma tutto il resto è inedito e progettato appositamente per questa versione.
Costruita per ottenere l'omologazione per il World Rally Championship, la Toyota aveva bisogno di produrre minimo 25000 unità in 12 mesi per raggiungere tale scopo. È disponibile in due motorizzazioni: una con motore G16E-GTS da 1,6 litri, turbocompresso e con iniezione diretta che produce 192-200 kW (257-268 CV) e 360-370 Nm di coppia e una con motore M15A-FKS da 1,5 litri da 88 kW (120 CV). Quest'ultima opzione di motore è disponibile solo con l'allestimento RS in Giappone.

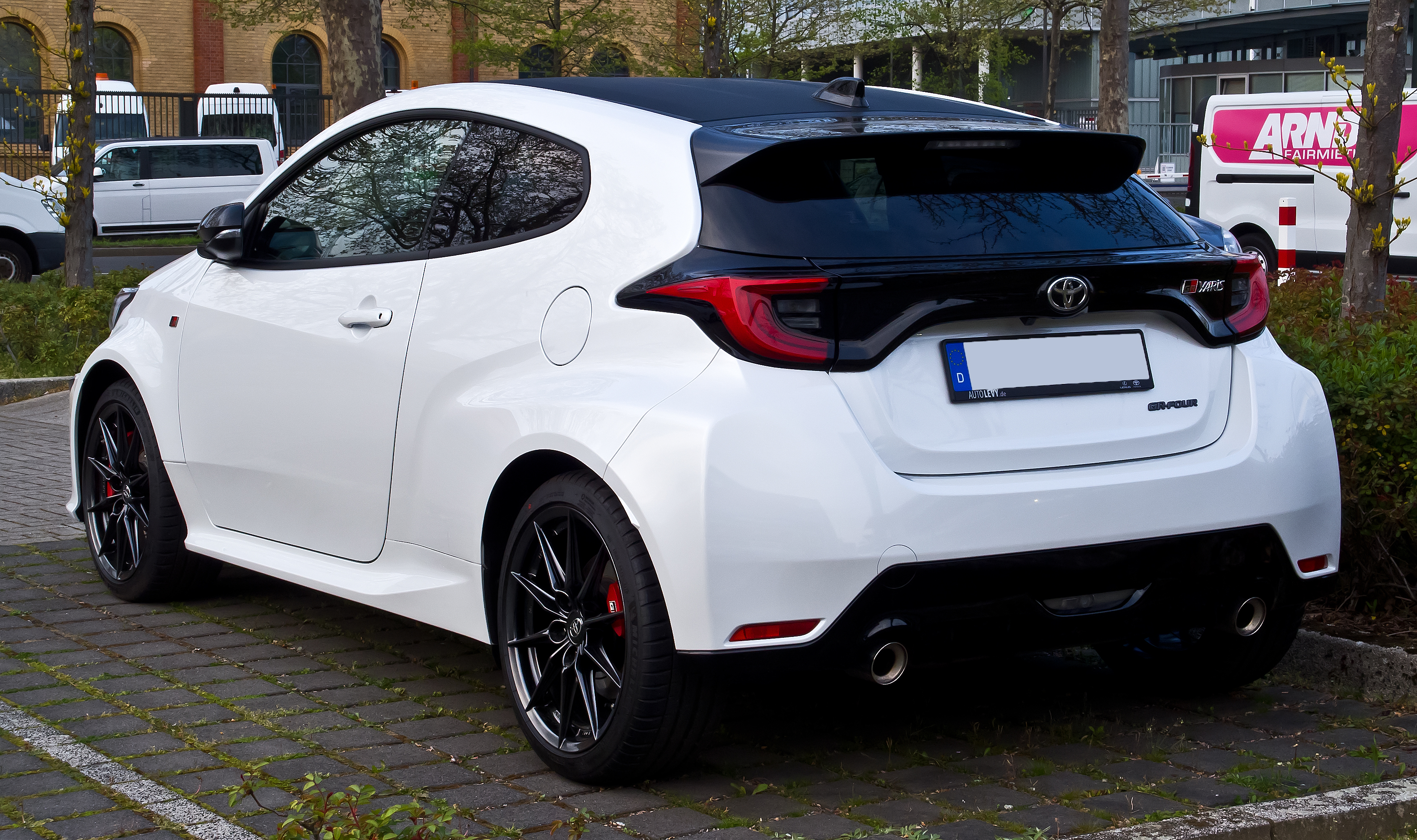
Retro Yaris GR

Il motore G16E-GTS è accoppiato a un cambio manuale V16-SERIES a sei velocità e un sistema GR-Four con 4x4 permanente. L'accelerazione dichiarata nello 0–100 km/h è di 5,2-5,5 secondi mentre la velocità massima è limitata elettronicamente a 230 km/h. La variante RS alimentata dal motore M15A-FKS è accoppiata solo a una trasmissione a variazione continua e alla trazione anteriore.
A differenza della Yaris standard, la GR Yaris è disponibile solo con carrozzeria a tre porte. È costruita nella linea di assemblaggio "GR Factory" nello stabilimento Motomachi e commercializzata in Giappone, Europa, Australia, Nuova Zelanda, Sudafrica, Thailandia e Malesia.

## Riepilogo caratteristiche
| Toyota Yaris             |                  |                   |                 |                  |                                                                        |                     |                      |                           |                     |                         |
| Modello                  | Disponibilità    | Motore            | Cilindri        | Cilindrata (cm³) | Potenza                                                                | Coppia massima (Nm) | Emissioni CO2 (g/km) | 0–100 km/h (secondi)      | Velocità max (km/h) | Consumo medio (km/l)    |
| 1.0 VVT-i                | dal 1999 al 2018 | Benzina           | 4 (dal 2005: 3) | 998              | 50 kW (68 CV) (dal 2005: 51 kW con 69 CV)                              | 93                  | 110 (99 dal 2014)    | (13,6 prima serie) (15,3) | 155                 | (15 prima serie) (20,8) |
| 1.0 VVT-i                | dal 2018         | Benzina           | 3               | 998              | 53 kW (72 CV)                                                          | 93                  | 95                   | 14,6                      | 160                 | 22,7                    |
| 1.3 Dual VVT-i           | dal 2000 al 2017 | Benzina           | 4               | 1329             | 64 kW (87 CV) (dal 2008: 74 kW con 100 CV) (dal 2011: 73 kW con 99 CV) | 130                 | 123                  | 11,7                      | 175                 | 18,5                    |
| 1.5 Dual VVT-iE          | dal 2018 al 2019 | Benzina           | 4               | 1496             | 82 kW (111 CV)                                                         | 136                 | 112                  | 11,0                      | 175                 | 19,7                    |
| 1.4 D-4D                 | dal 2001 al 2017 | Diesel            | 4               | 1364             | 55 kW (75 CV) (dal 2006: 66 kW con 90 CV)                              | 170 - 205           | 113 - 103            | 12,9 - 10,8               | 170 - 175           | 20 - 25,6               |
| 1.0 + GPL                | dal 2010 al 2011 | Benzina/GPL       | 3               | 998              | 51 kW (69 CV)                                                          | 93                  | 113                  | 15,3                      | 155                 | 14,3                    |
| 1.5 HSD                  | dal 2012         | Benzina/Elettrico | 4               | 1497             | 74 kW (101 CV)                                                         | 111                 | 79                   | 11,8                      | 165                 | 28,6                    |
| 1.5 Hybrid Dynamic Force | dal 2020         | Ibrido            | 3               | 1490             | 85 kW (116 CV)                                                         | 141                 | 112                  | 9,7                       | 175                 | 20,6                    |

## Attività sportiva

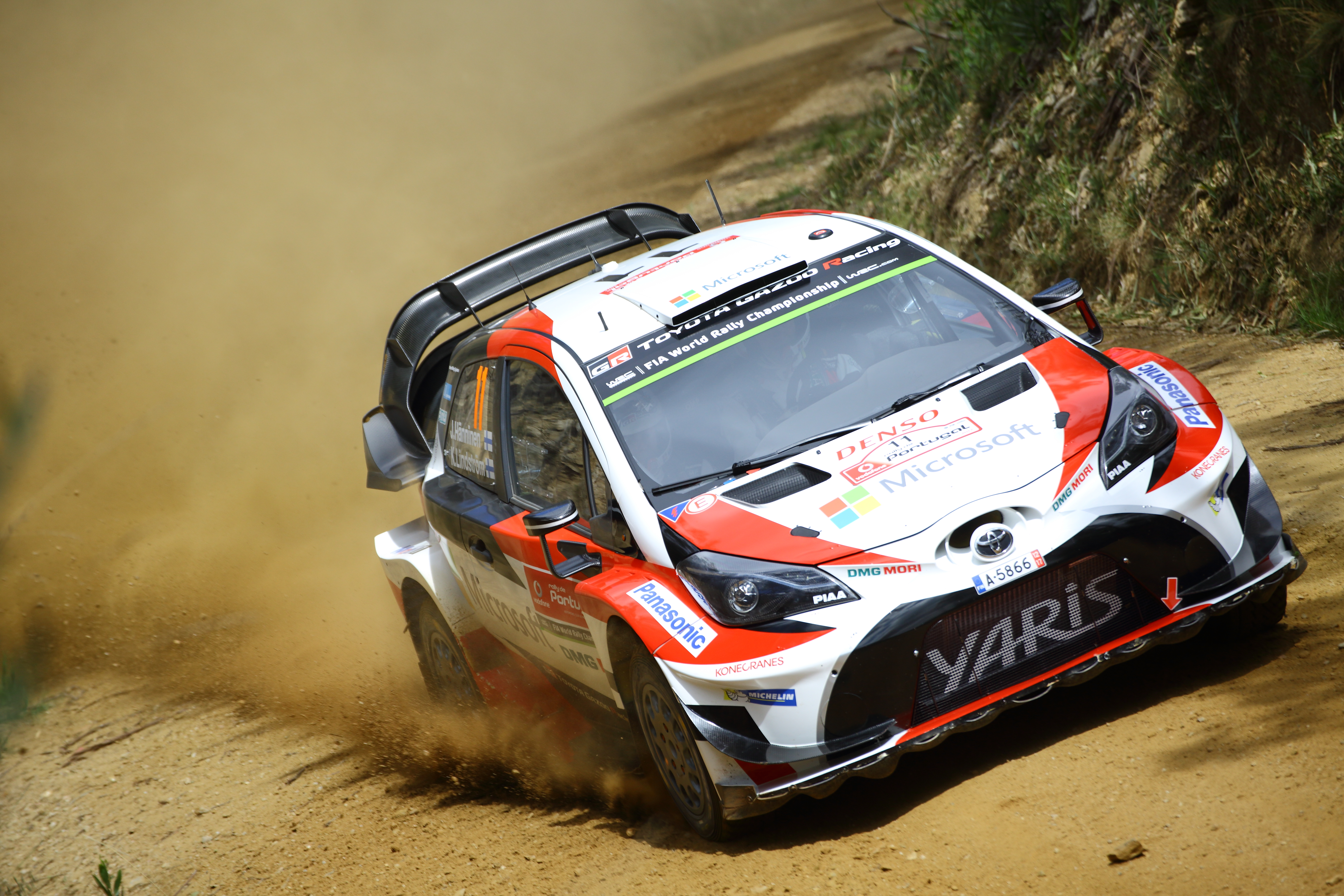
Yaris WRC durante il Rally di Portogallo 2017

Nel 2017 la casa giapponese torna nel mondiale rally dopo 18 anni di assenza con la Yaris WRC, versione profondamente modificata dell'omonimo modello, dotata di trazione integrale e motore turbo da 1.6 litri.